# Моріс Жозеф Равель
Моріс Жозеф Равель (фр. Joseph-Maurice Ravel; 7 березня 1875 — 28 грудня 1937) — французький композитор. Яскравий представник світової музичної культури 1-ї половини XX століття. Равель продовжив і розвинув пошуки Клода Дебюссі в царині імпресіоністичного звукопису, колористичної гармонії й оркестрування та екзотичної ритміки.
Хоча багато критиків уважають, що Равель зазнав великого впливу Клода Дебюссі, сам композитор називав себе послідовником Франсуа Куперена і Вольфганга Амадея Моцарта, чиї композиції є більш класичними за структурою. Водночас і Дебюссі, і Равеля відносять до представників імпресіоністичного напрямку. Равель також сприйняв впливи різних музичних течій від американського джазу до фольклору Європи і Азії.

## Життєпис
Народився 7 березня 1875 року в Сібурі (поблизу Сен-Жан-де-Люз), недалеко від кордону з Іспанією. Мати композитора, Марі Делюар (Marie Delouart) — баскійського походження; батько, Жозеф Равель (Joseph Ravel) — швейцарський інженер і бізнес-магнат, його окремі винаходи, зокрема вдосконалення двигунів внутрішнього згоряння були важливими для свого часу.
Сім'я переїхала до Парижа, де народився молодший брат Моріса — Едвард. У 1882 році Моріс почав брати уроки з фортепіано в А. Гізу, а в 1887 році — гармонії у Ш. Рене. Два роки Равель навчався в підготовчому класі Паризької консерваторії, до якої вступив у 1889 році у підготовчий клас фортепіано до Антіома, а за два роки перейшов у клас Шарля Беріо. Теоретичні дисципліни вивчав у Пессара й Дюбуа, композицію пізнавав у 1898 році у Габрієля Форе. До цього періоду належить перший широкославний твір композитора — фортепіанна Павана на смерть інфанти (Pavane pour une infante défunte).
З 1901 по 1905 рік Равель кілька разів намагався завоювати найвищу композиторську нагороду — Римську премію, однак усі спроби закінчилися невдачею. У 1905 році, коли Римська премія дісталася В. Галуа, Равель залишив консерваторію. Наслідком скандалу стала відставка директора Паризької консерваторії Теодора Дюбуа (Théodore Dubois). До консерваторських років належать такі відомі твори, як «Гра води» та «Струнний квартет фа мажор».
У консерваторії Равель затоваришував із іспанським піаністом Р. Віньєсом, що став першим виконавцем творів композитора. Протягом наступних років Равель давав концерти як піаніст і диригент, виконував переважно свої твори (у 1920-х рр. здійснив концертне турне країнами Європи й Північної Америки), виступав із музично-критичними статтями. Під час Першої світової війни 1914—1918 пішов добровольцем в армію. Війна спричинила глибинно драматичні твори Равеля, у тому числі фортепіанний концерт для лівиці, написаний на прохання австрійського піаніста П. Вітгенштейна, що втратив на фронті правицю; загиблим друзям він присвятив фортепіанну сюїту «Гробниця Куперена» (1917).
У 1928 році Равель здійснив тріумфальне гастрольне турне в США. У 1932 році гастролював разом із Маргаритою Лонґ.

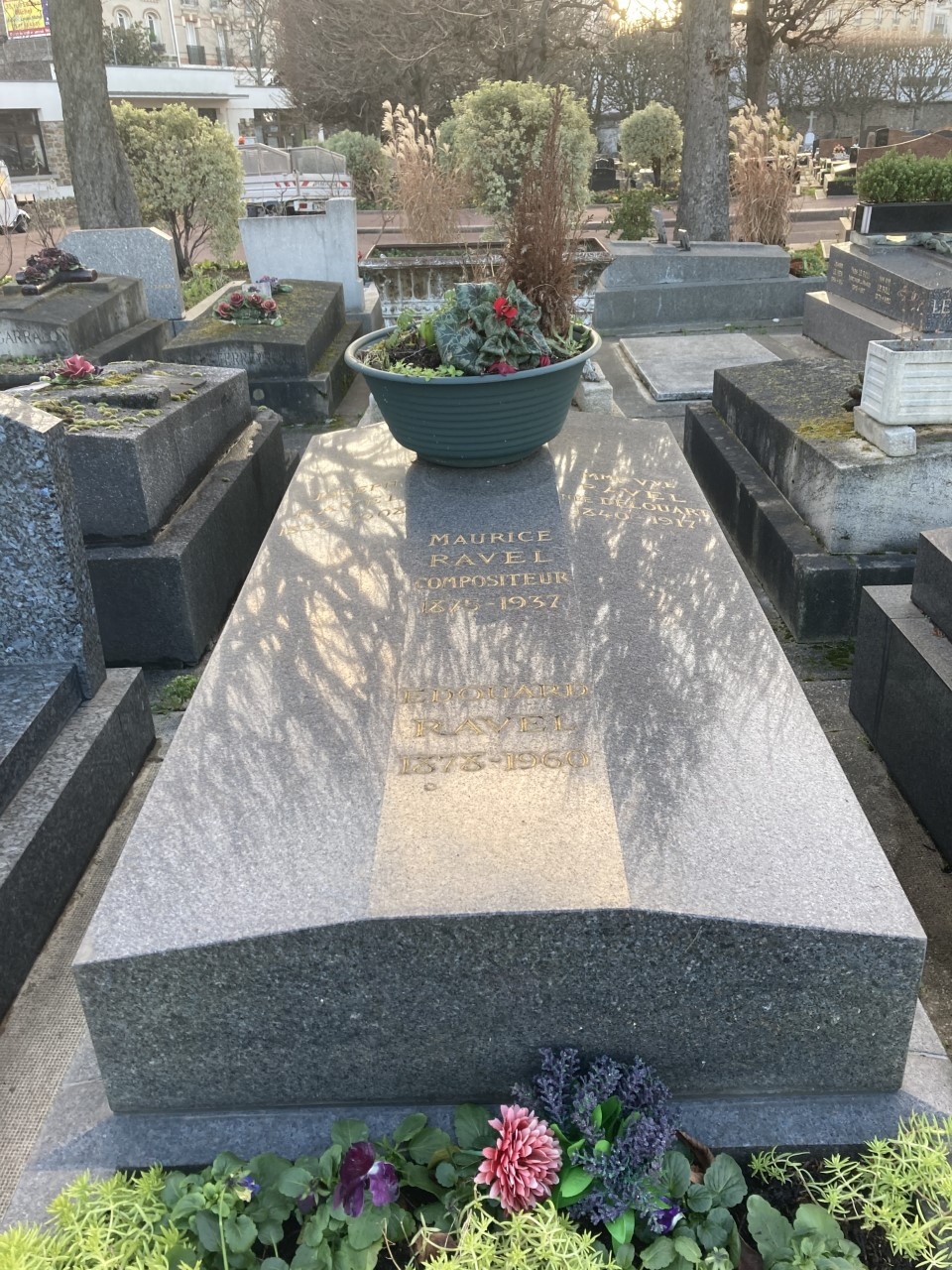
Могила Равеля.

У 1932 році Моріс Равель потрапив у автокатастрофу, що серйозно підірвало його здоров'я. В останні роки життя, через тяжку прогресуючу хворобу (пухлина головного мозку) Равель припинив творчу діяльність. У 1937 році Равелю зробили складну нейрохірургічну операцію, однак вона пройшла невдало і невдовзі композитор помер. Похований на цвинтарі паризького передмістя Леваллуа-Перре.

## Риси стилю
Равель продовжив і розвинув пошуки Дебюссі в царині імпресіоністичного звукопису, колористичної гармонії та оркестрування й екзотичної ритміки. Водночас у певних творах проявилися неокласичні тенденції.
Равель дотримувався класичних традицій формотворення, в його мелодіях — переважно традиційні структури, наприклад, тричастинна. Проте Равель часто маскує грані музичної форми модуляціями, що приховують початок мотиву.
Музика Равеля є новаторською, хоча він і не слідував сучасним тенденціям до атональності, одним із піонерів якої був Шенберг. Гармонічній мові Равеля властиве використання натуральних ладів, зокрема міксолідійського замість звичайного мажору та натурального мінору замість гармонічного. У результаті, Равель уникає ввідних тонів. Часто зустрічаються також і дорійський та фригійський лади.. Разом із тим, Равель використовує складні гармонії та модуляції. Його твори рясніють нонакордами та ундецимакордами, терпкість його гармоній часто є результатом довгих форшлагів (listen to the Valses nobles et sentimentales).
Хоча Равеля нерідко розглядають як імпресіоніста, його доробок виходить за рамці такового напрямку. Наприклад, фортепіанний концерт соль мажор має джазові елементи в Першій і Третій частинах
, «Цигани» для скрипки й фортепіано нагадують віртуозний стиль Паганіні і Ліста, ряд коротких п'єс написано в манері Гайдна і Форе.
Равель часто черпав натхнення в танцювальних жанрах різних епох. У його творчості представлені такі танці як менует, вальс, рігодон, форлана, чардаш, болеро, хабанера. В окремих випадках ці жанри покладені в основу цілої композиції (приміром, «Болеро», Вальс"), в інших — як складник.
Сам же композитор про свої естетичні дороговкази написав наступне:

| Я ніколи не відчував потреби формулювати мої принципи естетики, ані для інших, ані для себе. А якби така потреба виникла, то я попросив би дозволу віднести на мій рахунок просту декларацію Моцарта, що він зробив з цього приводу. Він обмежився мовою про те, що музика може братися за все, наважуватися на все, і виражати усе, аби тільки вона зачаровувала і, врешті, лишалася музикою.[19] |

## Список творів
Згідно з каталогом Моріса Морна Равель є автором 85 творів. Низка з них має кілька редакцій, версій. Наприклад, деякі фортепіанні твори були оркестровані й стали відомішими в цій версії; з іншого боку, балети Равеля нині частіше виконують як самостійні оркестрові п'єси. Нижче подаються найвідоміші твори:
Опери
- Іспанська година (L'heure espagnole, 1907—1909)
- Дитя і чари (L'enfant et les sortilèges, лірична фантазія, 1920—1925, лібрето Колетт 1925)

Балети
- Дафніс і Хлоя (Daphnis et Chloé, 1909—1912)
- Вальс (La Valse, хореографічна поема, 1906—1914 і 1919—1920)
- Болеро (Boléro, 1928)

Для оркестру
- Шехеразада (Shéhérazade, феєрична увертюра, 1897)
- Іспанська рапсодія (Rapsodie espagnole, 1907)

Для фортепіано з оркестром
- Концерт для лівиці ре мажор (1929—1930).
- Концерт соль мажор (1929—1931)

Для фортепіано
- Античний менует (Menuet antique, 1895, оркестрова версія 1929)
- Гра води (1901)
- Сонатина (1905)
- Відображення (Miroirs) (1905)
- Нічний Гаспар (Gaspard de la nuit, 1908)
- Матінка гуска (Ma Mère l'Oye для двох фортепіано 1908—1910, оркестрована версія 1911, версія для балету 1912)
- Благородні й сентиментальні вальси (Valses nobles et sentimentales, 1911, версія для оркестру 1912)
- Гробниця Куперена (Le Tombeau de Couperin в 6 частинах, 1914—1917), (I, III, IV і V оркестровані в 1919)

Камерно-інструментальні твори
- Струнний квартет фа мажор (1903)
- Шехеразада[fr] (цикл для голосу з оркестром, 1903)
- Інтродукція і allegro (арфа, флейта, кларнет, струнний квартет, 1905)
- Фортепіанне тріо, ля мінор (1914)
- Циганка (скрипка і ф-но, 1924)
- Соната для скрипки та віолончелі
- Соната для скрипки та фортепіано

Вокальні
- Природні історії (Histoires naturelles цикл для голосу та фортепіано на слова Жюля Ренара, 1906)
- Три поеми Стефана Маларме, (голос, ф-но, флейта/піколо, кларнет/бас-кларнет і струнний квартет, 1913)
- Пісні Мадагаскару (Chansons Madécasses для голосу, флейти, віолончелі та фортепіано, слова Evariste Parny, 1926)
- Дон Кіхот і Дульсінея (Don Quichotte à Dulcinée для голосу і фортепіано, 1932—1933)

Для мішаного хору
- Три пісні для хору a cappella на слова Равеля (1914—1915), перекладення для середнього голосу і фортепіано (1915)

## Світове визнання
Знаний у всьому світі композитор. Його музика вражає розмаїттям стилів і красою образів